# Astrangia solitaria
Espèce
Synonymes
- Astrangia braziliensis Vaughan, 1906

Astrangia solitaria  est une espèce de coraux appartenant à la famille des Rhizangiidae.